# Essence Engine
 (mai 2013).
Essence Engine est un moteur de jeu développé par Relic Entertainment pour le jeu vidéo Company of Heroes.

## Spécifications
Le moteur Essence Engine dispose de nombreux effets graphiques, y compris l'éclairage dynamique élevée et des ombres, des effets de shader de pointe et du normal mapping. Il est aussi l'un des premiers moteurs de STR pour créer des visages détaillés avec des animations faciales.
Dans Company of Heroes: Opposing Fronts, l'Essence Engine a encore été amélioré pour inclure les effets de la météo, et la compatibilité DirectX 10 pour Windows Vista.
Dawn of War II utilise une nouvelle version de l'Essence Engine (2.0) qui permet des modèles et des textures plus détaillées, un éclairage plus avancé, des effets d'ombrage plus complexe que ceux de Dawn of War et un meilleur support pour les systèmes multiprocesseurs.
Company of Heroes 2 sera le premier jeu à utiliser l'Essence Engine 3.0.

## Jeux utilisant l'Essence Engine

### Essence v1.0
| Titre                              | Date de sortie                      |
| ---------------------------------- | ----------------------------------- |
| Company of Heroes                  | 12 septembre 2006 29 septembre 2006 |
| Company of Heroes: Opposing Fronts | 25 septembre 2007 28 septembre 2007 |
| Company of Heroes: Tales of Valor  | 9 avril 2009                        |
| Company of Heroes Online           | 2 septembre 2010                    |

### Essence v2.0
| Titre                                           | Date de sortie                  |
| ----------------------------------------------- | ------------------------------- |
| Warhammer 40,000: Dawn of War II                | 19 février 2009 20 février 2009 |
| Warhammer 40,000: Dawn of War II - Chaos Rising | 11 mars 2010 12 mars 2010       |
| Warhammer 40,000: Dawn of War II - Retribution  | 1er mars 2011                   |

### Essence v3.0
| Titre               | Date de sortie |
| ------------------- | -------------- |
| Company of Heroes 2 | 25 juin 2013   |

### Essence v.4.0
| Titre                             | Date de sortie      |
| --------------------------------- | ------------------- |
| Warhammer 40,000: Dawn of War III | INT : 27 avril 2017 |

### Essence v.5.0
| Titre               | Date de sortie        |
| ------------------- | --------------------- |
| Age of Empires IV   | INT : 28 octobre 2021 |
| Company of Heroes 3 | INT : 23 février 2023 |